# 좌안 우크라이나

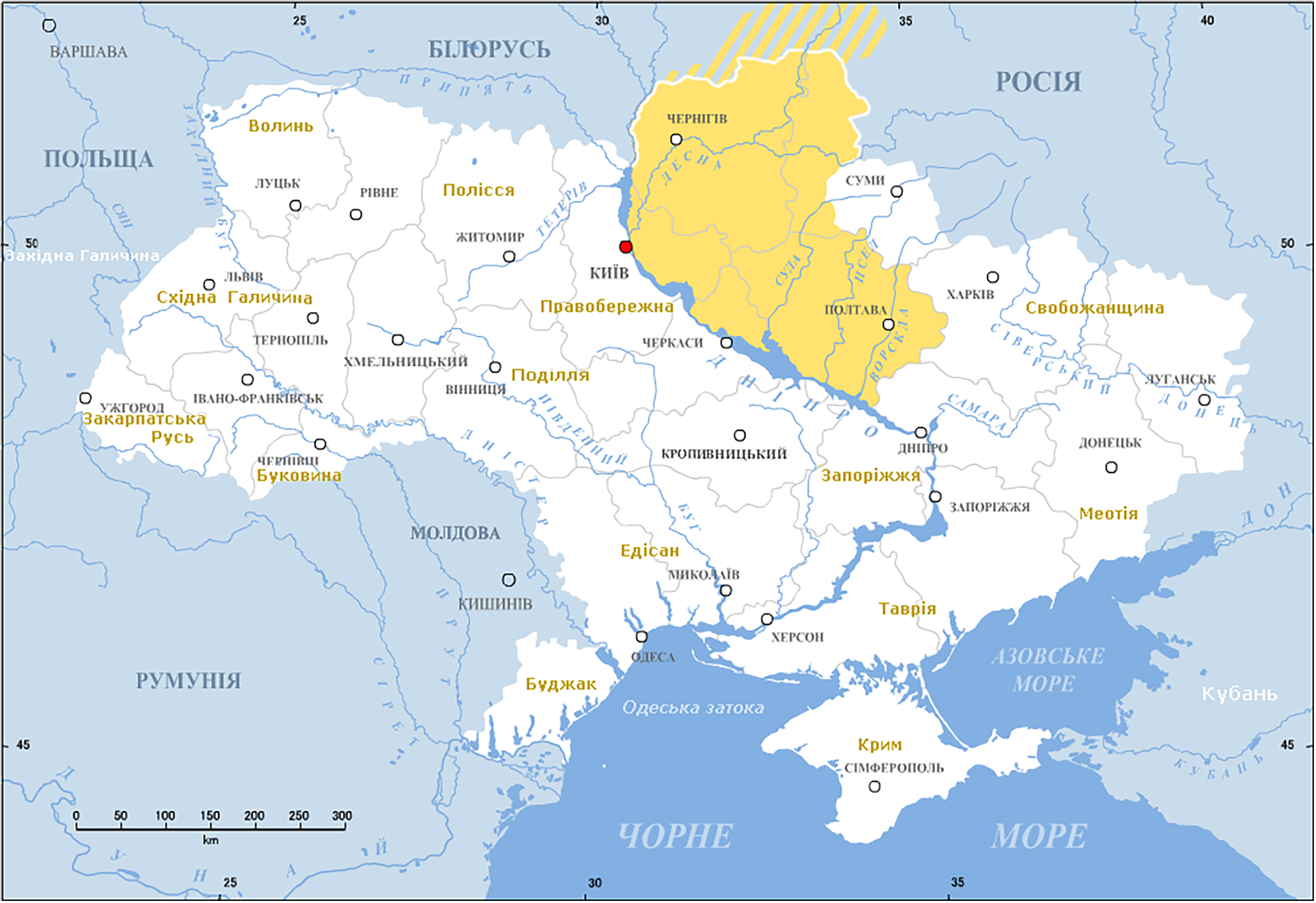
좌안 우크라이나

좌안 우크라이나(우크라이나어: Livoberezhna Ukrayina; 러시아어: Левобережная Украина; 폴란드어: Lewobrzeżna Ukraina)는 드네프르강(Dnieper River) 왼쪽(지도상에서 오른쪽)에 위치한 우크라이나 일부를 가리키는 역사적 지명이다. 현재의 체르니히우주(Chernihiv Oblast), 폴타바주(Poltava Oblast), 수미주(Sumy Oblast), 키예프주(Kiev Oblast), 체르카시주(Cherkasy Oblast)에 해당한다.
페레야슬라프 조약(Treaty of Pereyaslav)이 체결된 1654년부터 이 지역은 루스 차르국의 지배하에 놓였다. 이후 다시 폴란드-리투아니아 연방과 루스 차르국 사이에서 안드루소보 조약(Treaty of Andrusovo, 1667)과 영구 평화 조약(Eternal Peace Treaty, 1686)을 통해 재확인되었다.
좌안 우크라이나는 차르국(1721년부터 러시아 제국) 지배하에서 카자크 수장국(Cossack Hetmanate)으로서 자치를 누렸다. 18세기 자포로제 코사크(Zaporozhian Cossacks)가 해체되면서 자치권도 서서히 상실한다.

## 같이 보기
- 우안 우크라이나